# Peperomia catharinae
Peperomia catharinae är en pepparväxtart som beskrevs av Friedrich Anton Wilhelm Miquel. Peperomia catharinae ingår i släktet peperomior, och familjen pepparväxter. Inga underarter finns listade i Catalogue of Life.